# 貝尼特斯峰
51°33′S 72°36′W / 51.550°S 72.600°W
貝尼特斯峰是智利的山峰，位於該國南部麥哲倫-智利南極大區的烏爾蒂馬埃斯佩蘭薩省，處於巴塔哥尼亞地區，距離首都聖地牙哥2,000公里，海拔高度549米。